# Опсада Словјанска
Опсада Славјанска била је операција Оружаних снага Украјине да поврате град Славјанск у Доњецкој области од проруских побуњеника који су га заузели 12. априла 2014. године. Град је враћен 5. јула 2014. након гранатирања из артиљерије и тешке борбе. Борбе у Славјанску су означиле први велики војни сукоб између проруских сепаратиста и украјинских владиних снага, у првој серији битака 2014.
Дана 12. априла 2014. године, док су немири на истоку Украјине расли након украјинске револуције 2014. године, маскирани људи у униформама, наоружани пушкама калашњиков, заузели су зграду градске управе. Ови људи, који су тврдили да су проруски борци под заставом Доњецке Народне Републике, касније су преузели контролу над остатком Славјанска и почели да га утврђују. Као одговор, украјинска влада Јацењука створила је прву зону антитерористичких операција (АТО) и покренула серију контраофанзива против побуњеника, што је резултирало сукобом и насилним окршајима.
Како су тензије у граду расле, побуњеници су почели да заробљавају новинаре и друге, изазивајући талачку кризу. Служба безбедности Украјине саопштила је 18. априла да „Словјанск остаје најватренија тачка у региону“. Дана 20. априла вршилац дужности председника Олександар Турчинов наредио је Десном сектору да саботира телевизијски торањ који контролишу побуњеници, што је довело до првог борбе са погинулима. До јуна, отприлике 40% становништва града је побегло. Дана 5. јула, након што су се побуњеници повукли у град Доњецк, украјинске власти су поново преузеле контролу над градом.

## Историја сукоба

### Заузимање владиних зграда
Група маскираних милитаната, која је формирана на Криму и коју је предводио бивши официр руских служби безбедности Игор Гиркин, је 12. априла заузела зграду Извршног комитета, полицијску управу и Службу безбедности Украјине (СБУ, Слузхба Безпеки Украиини) канцеларије у Славјанску, граду у северном делу Доњецке области. Према украјинском министарству унутрашњих послова, милитантне присталице Доњецке Републике пуцале су неселективно на зграду. Упадајући у полицијску оружарницу, милитанти су запленили најмање 400 пиштоља и 20 комада аутоматског оружја. „Циљ преузимања је било оружје“, наводи се у саопштењу украјинске полиције. „Они пиштољи дају учесницима протеста у Славјанску“. Након што су милитанти заузели град, градоначелник Славјанска Неља Штепа се накратко појавио у окупираној полицијској станици и изразио подршку милитантима. Други су се окупили испред зграде и на сличан начин изразили своју подршку милитантима. Рекли су украјинским новинарима који су извештавали о ситуацији да се „врате у Кијев“. Нељу Штепу су побуњеници касније ухапсили, а заменио га је самопроглашени „народни градоначелник“ Вјачеслав Пономарјов.

### Одговор владе
Следећег јутра украјинска влада је најавила антитерористичку операцију у граду.. Дат је ултиматум сепаратистима да се разоружају и предају властима у року од 48 сати.
Полиција је почела операцију чишћењем контролног пункта на аутопуту који контролишу сепаратисти. Група побуњеника изашла је из свог возила и отворила ватру на украјинску полицију, убивши два официра СБУ и ранивши неколико украјинских војних лица. Један сепаратиста је такође убијен у пуцњави, док су остали побегли у шуму. Ауто у којем су се налазили наоружани људи имао је регистарске таблице Полтавске области, које су водиле до приватне безбедносне фирме Иавир. У неповезаној пуцњави у самом граду, нападач у цивилу је убио две особе, а још једну је ранио.
Следећег дана је пријављено да је Славјанск под проруском контролом, са важнијим зградама владе и другим областима које су заузели милитанти. Копнене снаге украјинске војске распоређене су истог дана, након што су сепаратисти одбили ултиматум да положе оружје. Проруски милитанти су пуцали и убили два цивила из непосредне близине у аутомобилу у Славјанску; још један је рањен.

### Прва офанзива
Украјинске снаге покренуле су своју прву војну офанзиву како би повратиле контролу над регионалном ваздушном базом Краматорск, користећи транспортне хеликоптере и оклопна возила. Милитанти су покушали да поврате контролу над аеродромом, што је резултирало тешким борбама, али нису били успешни. Руски медији процењују да је овај сукоб резултирао између четири и једанаест мртвих. Лидера владине војне операције, генерала Васила Крутова, напали су проруски симпатизери након што се обратио маси која је демонстрирала испред ваздушне базе. Извештава се да украјинске оклопне јединице опкољавају Славјанск како би блокирале све приступне правце.
Први потпредседник владе Виталиј Јарема тврдио је да су елементи 45. руске ваздушно-десантне дивизије виђени у области Славјанска 16. априла. Шест украјинских оклопних возила пролазило је кроз Славјанск носећи руске заставе, након што су њихове посаде очигледно пребегле у корист сепаратиста. 25. ваздушно-десантна бригада која је блокирала Славјанск тада је распуштена по наређењу председника Украјине. Влада је најавила да ће одговорни војници бити изведени пред војни суд.
Дана 18. априла, „народни градоначелник“ Славјанска Вјачеслав Пономарјов најавио је „лов“ на људе који говоре украјински у региону Доњецка, наређујући милитантима да пријаве сумњиве активности, посебно ако чују да се користи украјински језик.
Украјински медији тврде да је Житомирска оклопна бригада касно 18. априла заузела два од шест оклопних возила код Краматорска. Није забележен ниједан смртни случај док је један сепаратиста рањен. После преговора, постигнут је компромис да се преостале четири БМД врате украјинској војсци, али је званичник Министарства одбране објавио да су возила и даље у рукама побуњеника од 23. априла.
У каснијем интервјуу, Игор Стрелков, командант проруских снага у Славјанску, тврдио је да су они имали шест оклопних возила, укључујући БМД-1, БМД-2 и минобацач.

### Ускршње примирје
Примирје за Ускрс је расписала украјинска влада, која је обећала да ће привремено зауставити војну акцију у источној Украјини 19. априла.
Проруски припадници Народне милиције Донбаса започели су погром над ромским становништвом тог града. Према Међународној ренесансној фондацији, украјинској невладиној организацији, припадници сепаратистичке милиције улазили су у куће у којима живе Роми, тукли становнике, укључујући жене и децу, и крали њихову имовину. Милитанти су тврдили да су деловали по наређењу „народног градоначелника“ и вође милитаната Вјачеслава Пономарјева. Извештаје о нападима потврдио је премијер Јацењук, као и повећан ниво ксенофобичне реторике на сепаратистичким скуповима. Премијер Јацењук је рекао да влада неће толерисати распиривање етничке мржње и наложио органима за спровођење закона да идентификују ко су умешани у нападе на Роме. Према речима Пономарјева, разговарао је са Ромима за које је тврдио да су умешани у трговину дрогом и „уклонио их из града“. Пономарјов је рекао да инциденти нису били напади на Роме, већ „чишћење од дроге из града“.
Сепаратисти су киднаповали активисткињу Евромајдана и новинарку Ирму Крат која је стигла у град да извјештава о сукобу. Касније су је парадирали са повезом на очима пред новинарима.
Дана 20. априла, вршилац дужности украјинског председника Олександр Турчинов тајно је послао 20 припадника Десног сектора на челу са Дмитром Јарошем да униште трансформатор телевизијске станице Славјанск на планини Карачун. Када је њихов конвој од четири аутомобила покушао да прође контролни пункт који су контролисали побуњеници, избила је пуцњава, што је довело до првих борбених жртава у сукобу. Након тога, побуњеници су тврдили да их је напао Десни сектор, али је то демантовала кијевска влада све док две године касније, када је Јарош признао да је то истина (два извештаја се и даље разликују на којој страни је прва пуцала).
Проруски сепаратисти у Славјанску тврдили су да су запленили ватрено оружје, укључујући немачки митраљез МГ-42 из времена Другог светског рата, уређај за ноћно осматрање, фотографије из ваздуха Славјанска, војне униформе, алате за камповање, америчку готовину и наводни Десни сектор визит карта председничког кандидата Дмитра Јароша. Такође се тврдило да су пронађени симболи Десног сектора, укључујући медаљон. Портпарол Десног сектора Артем Скоропадски негирао је умешаност групе у напад и за то окривио руске специјалне снаге. „Немамо личне карте са бројевима. Имамо само личне карте са словима, где помињемо одељење у коме лице ради“, рекао је Борислав Береза, шеф одељења за информисање Десног сектора. Си-Ен-Ен је позвао телефонски број на визит картици и дошао до жене која је изразила изненађење ситуацијом. Она је рекла да је у Кијеву и да нема везе ни са ким у Десном сектору. Викторија Сјумар, заменица шефа украјинског Савета за националну безбедност, рекла је да се пуцњава истражује, али да постоје индиције да је то била „свађа између локалних криминалних група“.
Дописница Скај њуза Кејти Сталар рекла је да постоје недоследности у рачунима сепаратиста и да нема кохерентних доказа који би поткрепили њихове тврдње. Данијел Сандфорд из Би-Би-Сија описао је представљене доказе као „сумњиве“.
Испоставило се да је снимак који је објавила руска ТВ, а који тврди да показује идентификационе ознаке Десног сектора, снимљен десет сати пре самог напада, о чему сведочи временски жиг који је руска сниматељска екипа заборавила да уклони.
Украјинско министарство унутрашњих послова саопштило је да су најмање три сепаратиста убијена, а три рањена у, за шта сумњају, инциденту који су направили руски агенти. „Наоружани прекршиоци закона и саботери који тероришу локално становништво око Славјанска... окренули су се циничној провокацији“, наводи се у саопштењу службе безбедности СБУ, описујући инцидент као „инсценирани напад“. Ниједна група није била присутна „осим диверзаната и криминалних личности, подржаних и наоружаних официрима руске војне обавештајне службе ГРУ“, додаје СБУ. Они су такође приметили да „не може а да се не сумња у брзину којом су се сниматељи руских ТВ станица појавили на месту пуцњаве и очигледно намештену тему новинских извештаја у руским медијима“. Наводна визит карта Дмитра Јароша. био нашироко исмејан на украјинским и руским друштвеним медијима. 2016. године, на двогодишњицу напада, Дмитро Јарош је разговарао са Цензор.нет, потврђујући да је он у ствари водио напад (иако је стварни вођа борбе био неименовани држављанин Авганистана) и дао детаљан извештај о томе.
После инцидента, „народни градоначелник“ Пономаров је апеловао на Русију да војно интервенише. Пономарјов је тада увео полицијски час у граду.
Касније је саопштено да је мушкарац убијен на контролном пункту Павел Павелко, становник околине.
Сепаратисти су 21. априла забранили улазак у град посматрачима ОЕБС-а. Тим ОЕБС-а „био је у Доњецку, али још није напредовао“, рекао је један дипломата. „Покушавају да се врате у Славјанск, али проруски демонстранти блокирају пут. Процена ОЕБС-а објављена у понедељак описује ситуацију као „веома напету“ у Доњецку и као „погоршавање“ у Славјанску, где је „цео град под контролом наоружаних група“.
Украјински званичници су вијећу УН-а и САД подијелили фотографије на којима се наводно види да су проруски милитанти прикривени руски специјалци. Друге фотографије приказују милитанте опремљене и обучене исто као и руски војници на Криму.
Украјински војни осматрачки авион оштећен је ватром из малокалибарског оружја док је био у извиђачком лету изнад Славјанска 21. априла, али је безбедно принудно слетео. Нико од чланова посаде није повређен. Амерички новинар Сајмон Островски из Вајс Њуз-а био је заробљен од стране милитаната у граду.

### Наставак војних операција
Министарство унутрашњих послова Украјине саопштило је 23. априла да је избацило сепаратистичке снаге из оближњег града Свјатохирск и да нико није повређен. „Током антитерористичке операције специјалних снага, град је ослобођен“, наводи се у саопштењу министарства објављеном на његовом сајту. „Тренутно Свјатохирск и околину патролира полиција“.
Пономарјов је обећао да ће спречити председничке изборе у Украјини по сваку цену. Он је рекао: „Предузећемо све неопходне мере да не дође до избора на југоистоку”. Упитан како ће то постићи, он је одговорио: „Узећемо некога за таоца и обесити га за јаја“. Такође је обећао да ће уништити неслагање, називајући то „суровом животном истином“.
Украјинске трупе су 24. априла преузеле контролу над три контролна пункта око града, а према подацима Министарства унутрашњих послова, пет сепаратиста је убијено, а један полицајац рањен у нападима. Контролни пунктови су спаљени. Украјинске снаге поделиле су летке становницима Славјанска у којима су их охрабривали да остану мирни, а Министарство је известило да је Пономарјов најавио да ће свако ко види са летком бити „устрељен на лицу места“.
Руководство Доњецке Народне Републике саопштило је Интерфакс-Украјини да је „у Славјанску покренута комбинована оружана операција. То значи само једно: грађански рат“. Украјински званичници су рекли да је противпобуњеничка операција имала намеру да се поново заузме цео Славјанск истог дана, али повећана претња од руске инвазије зауставила је операцију – руске снаге су се помериле на 10 km (6,2 mi) од украјинске границе. Влада је потврдила да је седам убијено током операције.
Украјинске снаге су опколиле Славјанск уз подршку више оклопних колона и упозориле цивиле да остану у затвореном простору уочи планиране офанзиве 25. априла. Проруски милитантни командант Пономарјов запретио је да ће претворити Славјанск у „Стаљинград“ ако украјинске трупе уђу у град. Он је такође известио да је само један контролни пункт источно од Славјанска остао под контролом сепаратиста, док су остали заробљени претходног дана.

### Блокада владе
Украјинске власти су саопштиле да ће друга фаза војне операције у Славјанску укључивати блокаду града како би се спречило улазак било каквог појачања.
У граду је саопштено да су проруски милитанти претукли децу коју су ухватили како фотографишу контролни пункт сепаратиста. Ова вест је изазвала реаговање у мишљењима становника о милитантима. Припадници Народне милиције Донбаса претили су новинарки Би-Би-Сија Наталији Антелави пиштољем док је покушавала да интервјуише мештане.
Руски медији, позивајући се на анализу руског Министарства одбране, известили су да су украјинске снаге планирале да збришу целокупно становништво града; ово је проглашено пропагандом у украјинској штампи. Дана 26. априла, украјинске трупе које су блокирале град почеле су да подижу контролне пунктове на путевима који воде ка Славјанску.
28. априла, службеници СБУ ухапсили су самопроглашеног „заменика градоначелника“ Славјанска Игора Перепечајенка. Званичници су тврдили да је Перепечајенко успостављао контакт са Генералштабом Оружаних снага Русије и ГРУ, и да је ухапшен на аеродрому у Доњецку док се враћао са лета из Москве.
Становници су пријавили да су наоружани припадници милиције Донбаса почели да изнуђују власнике радњи на локалном тржишту за „рентирање“ и да су почели да краду скупе аутомобиле.

### Друга офанзива
Током раног јутра 2. маја, украјинске снаге су покренуле операцију великих размера да поново заузму град. Било је извештаја о пуцњави, експлозијама и пуцању из војног хеликоптера. Сепаратисти су рекли да је оборен један хеликоптер и да је један од пилота заробљен. Командант на сепаратистичком контролном пункту рекао је Руској новинској и информативној агенцији да су владине снаге преузеле контролу над још једном од блокада на путевима на периферији Славјанска, као и над градским телевизијским центром. Полицијска станица је наводно поново заробљена, док је центар града остао миран. Ван града је виђено неколико оклопних возила. Сепаратистичке власти тврде да су у сукобима погинула три милитанта и два цивила. Украјинско Министарство унутрашњих послова саопштава да је заплењено до девет контролних пунктова око Славјанска. Они такође признају обарање два хеликоптера Ми-24 и смрт два авијатичара. Рањено је седам војника. Пилота једног од Ми-24, тешко рањеног, ухватиле су проруске снаге.
Борбе су замрле до поподнева, али су до вечери сепаратисти покренули контраофанзиву у којој су убијена два украјинска падобранца код Андриивка, југозападно од Славјанска. Командант украјинске Националне гарде Степан Полторак рекао је да је град практично очишћен од терориста.
Након што су хеликоптери оборени, украјинске власти су саопштиле да је то учињено руским преносивим ПВО системима (МАНПАДС). Уредник Јане'с Информатион Гроуп и војни аналитичар Николас де Ларинага каже да је употреба "МАНПАДС-а ван формалних оружаних снага историјски била веома ретка" и да је тип који је коришћен био модел Игла, било ранији 9К310 Игла-1 (СА-16 ' Гимлет“), или каснији 9К38 Игла (СА-18 „Гроусе“), који су у служби и украјинских и руских оружаних снага. Независни руски војни новинар Павел Фелгенхауер рекао је да је ефикасна употреба МАНПАДС-а у Украјини доказала не само да су људи који су га користили посебно обучени, већ и да је оружје испоручено из Русије. Према Фелгенхауеру, совјетски МАНПАДС не би функционисали одмах, јер су били опремљени краткотрајном батеријом. С друге стране, МАНПАДС украјинске војске (тип Игла) не би погодио украјински хеликоптер, јер такви системи имају способност идентификације пријатељ или непријатељ.
Током борби, око стотину цивила окупило се испред градске куће да апелује на руску интервенцију.
Министар унутрашњих послова Арсен Аваков је 5. маја саопштио да су украјински војници погинули у борбама са проруским сепаратистима на периферији града и рекао да су сепаратисти, којих има чак 800, пуцали из „оружја великог калибра“ и „користили минобацача и друге опреме“. У борбама су погинула четири украјинска војника, а још двадесет је рањено. Тврдио је да је убијено 30 "терориста", а десетине рањено. Стрелков, вођа милиције Донбаса, рекао је за руски државни медиј РИА Новости да смо „изгубили око 10, укључујући мирне становнике, а 20–25 је рањено“. Како се наводи у саопштењу на сајту Министарства унутрашњих послова, сепаратисти су користили ненаоружане цивиле као живи штит док су напали украјинске трупе и палили оближње зграде, а пуцали на минибус који је превозио рањенике са ратишта, убивши једног припадника специјалне полиције. јединица која га је пратила. Проруски побуњеници су такође оборили украјински хеликоптер М-24 у Славјанску користећи тешки митраљез.

### Пост-референдум
После референдума о статусу Доњецке области, 12. маја, вођа Народне милиције Донбаса Игор Гиркин прогласио се „врховним командантом“ Доњецке Народне Републике. У свом декрету је захтевао да му се сва војска стационирана у региону у року од 48 сати заклиње на верност и рекао да ће се ратовати против оних који то не ураде. После тога је 15. маја заменик Стрелкова издао други ултиматум на конференцији за штампу, дајући Украјини рок од 24 сата да повуче своје трупе из Доњецка. Он је око 23 сата позвао све становнике града да се евакуишу, рекавши да ће бити употребљена артиљерија.
Све то време настављени су напади са обе стране. То укључује напад сепаратиста на украјински конвој у близини Краматорска 13. маја у којем је убијено седам украјинских падобранаца и спорни број сепаратиста, и минобацачке нападе на украјинске положаје на планини Карачун, близу Славјанска, 19. и 20. маја, а један украјински војник је мртав, а седам рањено.
Украјинске снаге су користиле артиљеријску ватру на Славјанск и околна села; Проруски извори су рекли да су три села, укључујући Семенивку, оштећена украјинском артиљеријском ватром 19. маја, а такође је објављено да су два цивила убијена артиљеријском ватром у самом Славјанску 26. маја, а три 7. јуна. Следећег дана, 120 деце је евакуисано из града.
Украјинска војска је такође користила и хеликоптере и авионе изнад Славјанска током маја и јуна, који је претрпео низ губитака, од којих је најтежи био обарање хеликоптера Ми-8 29. маја, када је погинуло 12, укључујући посаду хеликоптера, шест представници специјалне оперативне групе Беркут и генерал украјинске Националне гарде Сергеј Кулчицки. Два хеликоптера су оборена 3. јуна, један осматрачки авион Ан-30 је оборен 6. јуна, и још један хеликоптер 24. јуна, дан након договора о једнонедељном прекид ватре, убивши свих девет на броду.
Сепаратисти су у више наврата нападали контролне пунктове које су украјинске снаге поставиле на путевима који воде из Славјанска, наношећи и страдавајући без заузимања положаја. Дана 24. маја, у нападу минобацачем, РПГ и малокалибарским оружјем погинула су два украјинска војника, док је у минобацачком нападу 7. јуна један мртав. У нападу минобацача и аутоматских бацача граната и минобацача 28. јуна погинула су три украјинска војника.
Украјинска војска је 3. јуна покренула нову офанзиву на Славјанск и оближње село Семенивка. У борбама је погинуло најмање десет сепаратиста и два украјинска војника, а рањено је 42 украјинска војника и 12 сепаратиста, док је један украјински оклопни транспортер оштећен. Украјински војни конвој је нападнут док се кретао јужно према Славјанску од Изјума.
Појавиле су се поделе унутар сепаратистичких снага. Гиркин је 27. маја рекао да су неки од његових људи учествовали у пљачки града и да је као одговор дао погубљење командира чете Дмитрија Славова и командира вода Николаја Лукјанова. Пономарјов је разрешен дужности, а Стрелков га је ухапсио 10. јуна. „Такозвани народни градоначелник Пономарјов смењен је због бављења активностима које нису у складу са циљевима и задацима цивилне администрације. За сада не могу да износим више детаља“, навео је Стрелков у свом саопштењу.
Служба државне безбедности је 21. јуна ухватила осумњиченог агента којег је наводно регрутовала ФСБ у близини Славјанска.
Председник Порошенко је крајем јуна прогласио прекид примирја, након што је током њега погинуло најмање 27 украјинских војника. Уследила је обновљена владина офанзива, поново употребом тешке артиљерије и ваздушних удара. Гранатирањем је уништен ТВ торањ на планини Карачун.

### Велика офанзива и повлачење побуњеника
После пропасти десетодневног јунског примирја 1. јула су Оружане снаге Украјине су покренуле Велики напад на Донбас, а нарочито у рејонима Славјанска и Краматорска. Истог дана су током борби са Националном гардом у околини Славјанска, према речима помоћника Игора Стрелкова, команданти побуњеника „Беркут“, „Филин“ и „Рудар“ дезертирали су са својих положаја у граду Јенакијеву. Повлачењем 124 побуњеника са кључне тачке Николајевке, одакле се снабдевао Славјанск, „Рудар” је најавио присуство Стрелковљевог наређења, а касније је рекао да је наређење дао Безлер. Приликом повлачења уклоњена су минска поља. Као резултат напада 4. јула, Николајевку су заузеле украјинске трупе, након чега је Славјанск потпуно опкољен.
Прес-служба Доњецке обласне државне администрације је 4. јула објавила наставак непријатељстава у низу насеља – посебно у Краматорску, Славјанску, а такође и у региону Славјанска. Снаге антитерористичке операције блокирале су град Николајевку „како би зауставиле материјално-техничку подршку милитаната Славјанска“. У самом Славјанску, према прес-служби, уништено је 6 упоришта и складиште муниције. Настављено је гранатирање планине Карачун. У Славјанском округу у селу Семјоновка уништено је складиште муниције и оружја, снаге безбедности преузеле су контролу над делом аутопута Харков-Ростов. У Краматорску је периодично пуцано из артиљерије. Било је извештаја о жртвама међу цивилима. Заустављен је рад јавног превоза. У насељима која се налазе на периферији града дошло је до прекида у снабдевању електричном енергијом и гасом.

### Пад Славјанска
У ноћи 5. јула велика група побуњеника са колоном оклопних возила пробила је из опкољеног Славјанска до суседног Краматорска, одакле су касније отишли у Горловку и Доњецк. Према Стрелкову, град је напустило 80-90% опреме, наоружања и људства побуњеника, њихових породица, као и оних који су им помагали. Пробој је био праћен ометајућим ударом оклопне групе, од којих је већина уништена. Према речима начелника Генералштаба Украјине Виктора Муженка, током пробоја је оборен један тенк, две БМП и две БМД побуњеника.
Славјанск је дошао под контролу украјинских снага безбедности, државна застава Украјине је подигнута изнад Градског већа Славјанска.
Увече 5. јула, на периферији града, дошло је до размене ватре са позадином побуњеничких формација.
Служба безбедности Украјине је 6. јула објавила хапшење четворице побуњеника који су учествовали у сукобима са Оружаним снагама Украјине код Славјанска.

### Последице
Након пада Славјанска, истог викенда (5–6. јула), владине снаге су преузеле контролу над неколико других градова у северној Доњецкој области: Краматорск, Друшкивка, Костјантињивка и Артемовск.
Градоначелник Славјанска Неља Штепа је 11. јула ухапшен због „напада на територијални интегритет и неповредивост Украјине“.
Хјуман рајтс воч је 24. јула известио да су украјинске власти пронашле и ексхумирали масовну гробницу у граду.

### Таоци и отмице
Неколико људи је отето током сукоба, неки као таоци.
13 војних међународних посматрача је вођа побуњеника Вјачеслав Пономарјов назвао „ратним заробљеницима“. Пономарјов је упозорио да ће таоци бити убијени ако буду нападнути.
Од 2. маја, Кијев Пост је известио да се 31 особа води као нестала или да су таоци у Доњецкој области.